# Filippo Candio
Filippo Candio (Cagliari, 26 marzo 1984) è un giocatore di poker italiano.

## Biografia
Soprannominato Drive On, è stato il primo giocatore nella storia del poker italiano ad essersi qualificato per il tavolo finale del Main Event delle WSOP. Ha chiuso infatti il Main Event delle World Series of Poker 2010 al 4º posto, con un guadagno di 3.092.545 dollari.
Ha conquistato un ulteriore piazzamento a premi sempre alle WSOP 2010, chiudendo 157º nell'evento #11 ($1.500 No-Limit Hold'em).
In precedenza (febbraio 2009) ha chiuso al primo posto nel Main Event del Campionato Italiano 2009, disputatosi presso il Casinò di Sanremo. Dopo aver eliminato Max Pescatori, ha sconfitto in heads-up finale Vincenzo Mandriota.
Nel 2009 Pokerstars ha allontanato Filippo Candio dal proprio team-Pro per aver fatto giocare con il proprio account un altro giocatore, mentre lui era impegnato in tornei dal vivo.
Nel gennaio 2010 Candio va a premio all'European Poker Tour di Deauville (chiudendo 97º), così come al Winter Fun 2010 di Nova Gorica (6º posto) e a due eventi del EPT Snowfest di Hinterglemm.
Alle WSOP 2011 chiude a premi nell'evento $1.500 No Limit Hold'em Shootout (154º) ed all'EPT di Barcellona dello stesso anno si piazza 94º.
Al settembre 2018 Candio risulta al quarto posto nella "money list" dei giocatori italiani più vincenti di sempre nei tornei live.